# Caius Nautius Rutilus (consul en -475)
Pour les articles homonymes, voir Nautius Rutilus.
Caius Nautius Rutilus est un homme politique romain du Ve siècle av. J.-C., consul en 475 et 458 av. J.-C.

## Biographie

### Famille
Il est le fils d'un Spurius Nautius Rutilus et petit-fils d'un Spurius Nautius Rutilus dont rien n'est connu. Son nom complet est Caius Nautius Sp.f. Sp.n. Rutilus. Il est le frère de Spurius Nautius Rutilus, consul en 488 av. J.-C.

### Premier consulat
Il est élu consul en 475 av. J.-C. avec Publius Valerius Publicola,,. Les Véiens et les Sabins déclarent une nouvelle fois la guerre à la République romaine. Son collègue est envoyé à la tête d'une armée romaine affronter la coalition étrusco-sabine. Son armée est renforcée par des troupes auxiliaires fournies par les Latins et les Herniques, alliés de Rome,.
Tandis que Publicola défait les Sabins et les Étrusques autour de Véies, les Volsques et les Èques ravagent les territoires des alliés de Rome. Les Latins, soutenus par les Herniques, repoussent les pillards et récupèrent le butin, sans l'aide romaine. Le Sénat romain décide d'envoyer Rutilus à la tête d'une armée pour affronter les Volsques afin d'éviter, selon Tite-Live, que les alliés ne fassent la guerre sans troupes ni général romain. Les Romains ne peuvent néanmoins pas livrer bataille contre les Volsques, ceux-ci évitant le combat.
Durant leur mandat, les tribuns de la plèbe Lucius Caedicius et Titus Statius accusent Spurius Servilius Priscus Structus, consul de l'année précédente, d'avoir mal géré la campagne contre les Étrusques qui s'étaient rassemblés sur le Janicule. Structus échappe à la condamnation grâce à l'aide de son ancien collègue, Aulus Verginius Tricostus Rutilus,.

### Deuxième consulat
Rutilus est élu consul une deuxième fois en 458 av. J.-C. avec Lucius Minucius Esquilinus Augurinus pour collègue. Durant leur mandat, Rome fait face à une crise interne autour du projet de la lex Terentilia. Les deux consuls, comme leurs prédécesseurs, s'opposent à la promulgation de la loi et empêchent les comices tributes de se réunir. De leur côté, les tribuns de la plèbe, dont Aulus Verginius, bloquent le procès de Marcus Volscius Fictor qui a participé à la condamnation à l'exil de Kaeso Quinctius, fils de Lucius Quinctius Cincinnatus et fervent défenseur de la cause patricienne.
Dans le même temps, une nouvelle guerre est déclarée par les Èques qui rompent les traités de paix. Les tribuns de la plèbe s'opposent une nouvelle fois à la mobilisation, avec quelques succès jusqu'à ce que les Sabins menacent Rome directement. Le peuple prend alors les armes.
Rutilus est envoyé combattre les Sabins. Il mène une campagne éclair et ravage leur territoire. Son collègue est quant à lui pris de court et se retrouve assiégé par les Èques sur le mont Algide. Rutilus est rappelé à Rome mais on préfère nommer un dictateur, Lucius Quinctius Cincinnatus pour prendre en main les opérations militaires. Ce dernier libère le consul assiégé et défait les Èques. Il rentre en triomphe, fait condamner le tribun de la plèbe Marcus Volscius Fictor et abdique au bout de 16 jours seulement,. Durant cet intervalle, le consul Rutilus est retourné combattre les Sabins et a remporté une victoire décisive, mettant fin à la guerre.